# World Checklist of Selected Plant Families
World Checklist of Selected Plant Families (аббревиатура WCSP) представляет собой «международную программу сотрудничества, которая предоставляет последние рецензированные и опубликованные данные о принятых научных наименованиях и синонимах семейств растений». Ведется Королевским ботаническим садом Кью. Проект доступен в Интернете, что позволяет выполнять поиск по наименованиям семейств, родов и видов, а также создавать контрольные списки.
Он ведет свою историю от работы, проделанной в 1990-х годах исследователем из Кью, Рафаэлем Говартсом над контрольным списком рода Quercus. Благодаря влиянию Глобальной стратегии сохранения растений проект расширился. По состоянию на январь 2013 года, в него было включено 173 семейства семенных растений. Проект полностью включает в себя описанные семейства однодольных; другие семейства продолжают добавляться.
Существует сопровождающий проект под названием «International Plant Names Index (IPNI)», в котором также принимают участью Кью. IPNI стремится предоставить подробности публикаций и не ставит целью определить, какие названия видов являются принятыми (действительными). С задержкой примерно в год новые опубликованные имена автоматически добавляются из IPNI в WCSP. WCSP также является одной из опорных баз данных для списка растений, созданного Кью и Ботаническим садом Миссури, который был представлен в 2010 году и впоследствии заменен World Flora Online.

## Смотрите также
- Австралийский индекс названий растений
- Конвенция о биологическом разнообразии
- Plants of the World Online
- The Plant List
- Tropicos
- Викивиды